# Allophylus sumatranus
Allophylus sumatranus là một loài thực vật có hoa trong họ Bồ hòn. Loài này được Blume mô tả khoa học đầu tiên năm 1847.